# Børsa
Børsa è un villaggio della Norvegia, situato nella municipalità di Skaun, nella contea di Trøndelag.